# Вигано
Вигано̀ (на италиански: Viganò) е село и община в Северна Италия, провинция Леко, регион Ломбардия. Разположено е на 390 m надморска височина. Населението на общината е 2015 души (към 2010 г.).